# حمام ملوان
حمام ملوان (به عربی: حمام ملوان) یک شهرداری در الجزایر است که در استان البلیده واقع شده‌است. حمام ملوان ۴٬۵۵۱ نفر جمعیت دارد.